# Xian de Heyang
Le xian de Heyang (合阳县 ; pinyin : Héyáng Xiàn) est un district administratif de la province du Shaanxi en Chine. Il est placé sous la juridiction de la ville-préfecture de Weinan.

## Démographie
La population du district était de 430 496 habitants en 1999.